# Rio Grande do Sul (hadihajó)
A Rio Grande do Sul cirkáló a  Brazil Haditengerészet egyik első világháborús hadihajója volt.

## Története

### Építése
A Rio Grande do Sul cirkáló építését 1909-ben kezdték meg. A cirkáló testvérhajójához (Bahia) hasonlóan az Armstrong Whitworth hajóépítő vállalatnál épült, feltehetően Newcastle-ben. Építése 1909-ben kezdődött meg, s 1910-ben fejeződött be. Ekkor a Bahiaval együtt a Brazil Haditengerészet szolgálatába állt.  

### Technikai adatok
| Adat              | Mennyiség                          |
| ----------------- | ---------------------------------- |
| Vízkiszorítás     | 3100 tonna                         |
| Hatótávolság      | 3500 tengeri mérföld (10 csomóval) |
| Fedélzetpáncélzat | 19 mm                              |
| Toronypáncélzat   | 76 mm                              |

### Háborús alkalmazása
A újonnan felállított Hadműveleti Tengerészeti Különítménynek (Portugálul:Divisão Naval em Operações de Guerra, röviden DNOG) vezérhajója a Bahia lett, viszont a megegyező tulajdonságaik miatt a vezérkar rövid ideig hezitált a zászlóshajó kijelölésével kapcsolatban.
A DNOG feladata főként járőrözés lett volna, azonban az Antant minden tagja máshová kívánta küldeni a frissen érkezett hajókat. Míg az olaszok a Földközi-tenger védelmére, a franciák a Gibraltár és Észak-Afrika védelmére, addig az amerikaiak a csapataikkal való szoros együttműködésre akarták felhasználni a brazil hajókat. Azonban nem sokkal miután a brazil hajók elérték a Földközi-tengert a háború véget ért, így nagyobb konfliktusokban a brazil hajók nem vettek részt. A spanyolnátha járvány azonban 1918-ban elérte a hajókat. A 8 brazil hadihajón a háború során 103-an, míg a hazatérést követően 250-en vesztették életüket a betegség következtében.
A hajót a világháborút követően szétbontották, míg testvérhajója a Bahia 1945-ben elsüllyedt.

### Parancsnokai
Szolgálata során a hajónak 8 parancsnoka volt. 
- Américo Basílio Silvado (1909 - 1910)
- Pedro Max Fernando Frontin (1910 - ?)
- José Machado de Castro e Silva (1918 - ?)
- Tácito Reis de Moraes Rego (? - 1928)
- César Augusto Machado da Fonseca (? - ?)
- Alfredo Carlos Soares Dutra (1932 - 1934)
- Edmundo Jordão Amorim do Valle (1940-es évek)
- Luiz Filipe Pinto da Luz (1940-es évek)

## Fordítás
- Ez a szócikk részben vagy egészben  a   Brazilian cruiser Rio Grande do Sul című angol Wikipédia-szócikk fordításán alapul.  Az eredeti cikk szerkesztőit annak laptörténete sorolja fel. Ez a jelzés csupán a megfogalmazás eredetét és a szerzői jogokat jelzi, nem szolgál a cikkben szereplő információk forrásmegjelöléseként.